# Соколівка (Кам'янський район)
Соколівка (рос. Соколовка; рум. Socolovca) — село в Кам'янському районі в Молдові (Придністров'ї). Входить до складу Ротарської сільської ради. Населення становить 180 осіб.
Більшість населення - українці. Згідно з переписом 2004 року - 63,3%.